# Kienbaum (Grünheide (Mark))
 Kienbaum  ist ein Ortsteil der brandenburgischen Gemeinde Grünheide südöstlich von Berlin im Landkreis Oder-Spree. Im Juli 2011 hatte der Ort 294 Einwohner. Das ländliche und abgeschiedene Dorf ist heute vor allem durch das Bundesleistungszentrum Kienbaum des Deutschen Olympischen Sportbundes (DOSB) am Liebenberger See bekannt.
Das Dorf liegt am Oberlauf der Löcknitz, die als Teil der Buckower Rinne den Barnim vom Lebuser Land trennt, und hatte im Mittelalter als Grenzort einige strategische Bedeutung. Insbesondere der heutige Teil Liebenberg, der bereits 1247 als wüst erwähnt wurde, spielte zur Sicherung des sogenannten Liebenberger Löcknitzpasses in der Zeit der Deutschen Ostsiedlung, als das Bistum Lebus noch unter polnischem Einfluss stand, sehr wahrscheinlich eine wichtige Rolle. Kienbaum selbst, im Gegensatz zu Liebenberg östlich der Löcknitz gelegen, ist erstmals 1405 im Stiftsregister Lebus erwähnt, gehörte aber spätestens 1452 zum bei Jüterbog gelegenen Kloster Zinna. Mit einer Zollstation an der Handelsstraße zwischen Berlin und Frankfurt/Oder sowie mit einer Poststation einer Poststraße blieb die Bedeutung Kienbaums in den folgenden Jahrhunderten erhalten. Im Spätmittelalter und in der Frühen Neuzeit hatte Kienbaum als Ort der Waldbienenzucht einen Namen; alljährlich fand in dem Dorf ein „Bienenkonvent“ statt. Mysteriöse Brände in den 1890er Jahren inspirierten den Schriftsteller Gerhart Hauptmann zu seiner Tragikomödie Der rote Hahn, woran ein Hauptmann-Denkmal mit Hahn neben der 1908/1909 neu erbauten, inzwischen denkmalgeschützten Dorfkirche erinnert.

## Infrastruktur des Dorfes

### Lage und Verkehrsanbindung

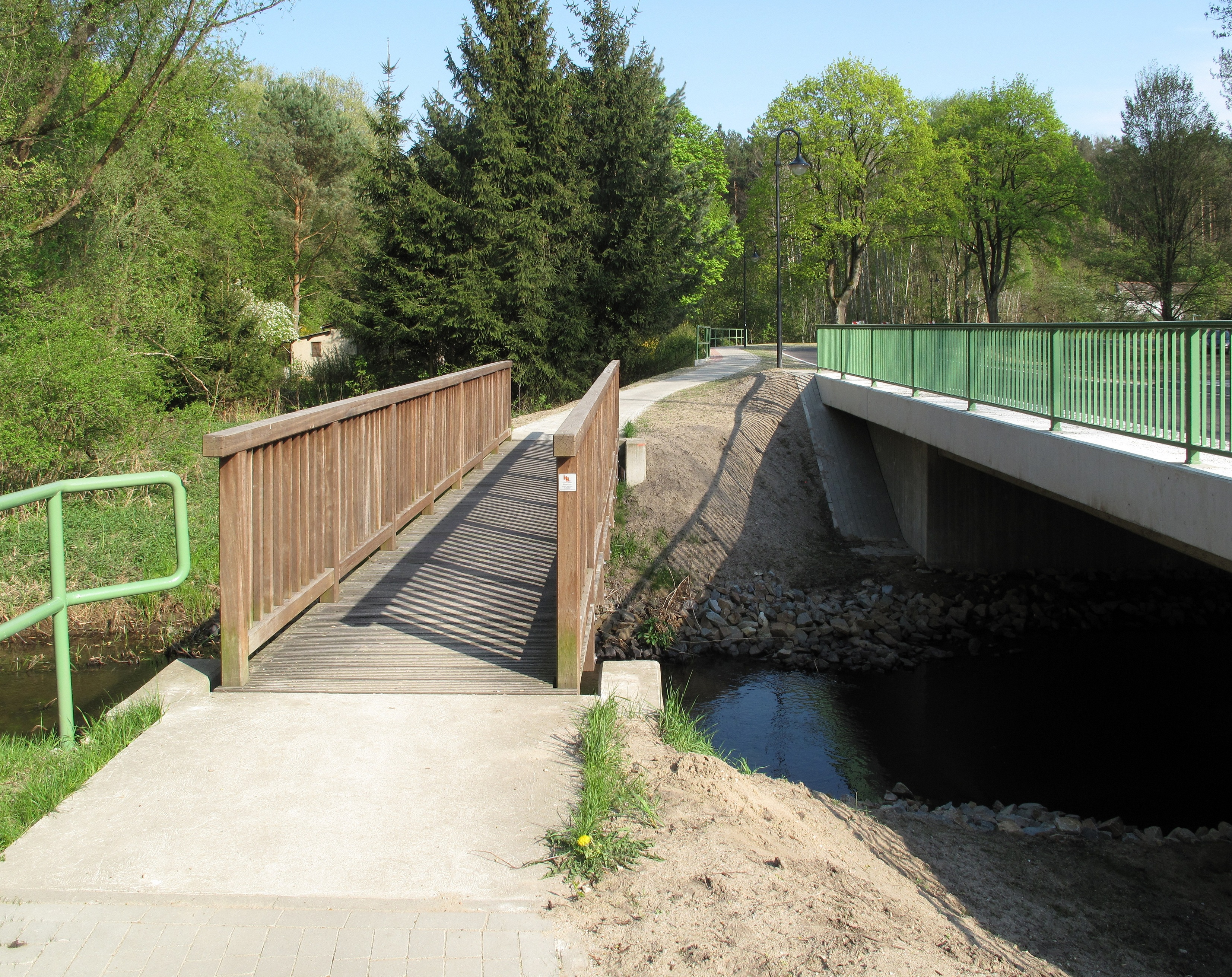
Löcknitzbrücke aus dem Jahr 2011

Kienbaum liegt am Nordende der Großgemeinde Grünheide. Im Osten grenzt die Gemarkung Kienbaums an Steinhöfel (Ortsteil Jänickendorf), im Nordosten an den Ortsteil Hoppegarten der Stadt Müncheberg und im Nordwesten an den Ortsteil Zinndorf von Rehfelde. Im Westen folgt der Grünheider Ortsteil Kagel. Im Süden befinden sich ausgedehnte Waldgebiete, die sich bis zum Spreetal erstrecken und den Ort auch im Osten und Westen umgeben.
An das Straßennetz ist Kienbaum über die L 385, eine Landesstraße zweiter Ordnung, angebunden. Die Straße führt von den nördlich liegenden und hier vereinten Bundesstraßen 1 und 5 über Kienbaum nach Süden und endet in Hangelsberg an der Landesstraße 38. Für den inzwischen fertiggestellten Neubau der Kienbaumer Löcknitzbrücke dieser Straße wurden im Herbst 2010 580.000 Euro aus Landesmitteln freigegeben. Per Eisenbahn ist der Ort lediglich von den verhältnismäßig weit entfernten Bahnhöfen Fangschleuse und Hangelsberg (Eisenbahn Berlin–Frankfurt/Oder) oder Müncheberg (Preußische Ostbahn) zu erreichen. Das Unternehmen Busverkehr Oder-Spree (BOS) betreibt eine regelmäßige Busverbindung Erkner → Grünheide → Kagel → Kienbaum → Herzfelde.

### Bevölkerungsentwicklung und Ortsbeirat
Hatte Kienbaum 1997 noch 350 Einwohner, sank die Zahl in den folgenden Jahren auf 259 im Jahr 2008 und stieg seitdem wieder kontinuierlich auf 294 im Juli 2011 an. Im Jahr 1939 lag die Zahl bei 235 und 1933 bei 218 Einwohnern. 1801 wurden 172 und 1624 122 Personen gezählt. 1574 anlässlich der Überschreibung des Zinnaer Klosterbesitzes bei der Säkularisation sowie 1471 wurden für das Dorf 24 Hufen angegeben, die Ausstattung um 1400 hat sehr wahrscheinlich bei 12 Hufen gelegen.
| Jahr          | 1405       | 1471/1574  | 1624 | 1734 | 1772 | 1801 | 1858 | 1895 | 1925 | 1939 | 1946 | 1964 | 1971 | 1997 | 2007 | 2011 |
| Einwohnerzahl | (12 Hufen) | (24 Hufen) | 122  | 74   | 59   | 172  | 250  | 241  | 224  | 235  | 204  | 224  | 215  | 350  | 262  | 294  |

Seit der Eingemeindung Kienbaums in die amtsfreie Gemeinde Grünheide am 31. Dezember 2001 vertritt ein 3-sitziger Ortsbeirat die Interessen des Dorfes in beratender Funktion in der Grünheider Gemeindevertretung. Bei der Wahl des Kienbaumer Ortsbeirats am 28. September 2008 entfielen auf die beiden Wahlvorschlagsträger (andere Parteien unterbreiteten keine Vorschläge): SPD 306 Stimmen, DIE LiNKE 79 Stimmen. Damit besteht der Ortsbeirat aus zwei SPD-Mitgliedern und einem Vertreter der Linken, die Ortsvorsteherin gehört der SPD an. Bei der Wahl des hauptamtlichen Bürgermeisters in der Gemeinde Grünheide (Mark) am 11. September 2011 gaben die Kienbaumer 86 Stimmen an Arne Christiani (parteilos, wiedergewählt) und 20 Stimmen an Christianis einzigen Gegenkandidaten Johannes Düben (Bündnis 90/Die Grünen). Aufgrund der Abgeschiedenheit des Ortes und seiner geringen Einwohnerzahl (Kienbaum stellt lediglich rund 3,5 % der rund 8000 Gesamteinwohner der Gemeinde Grünheide, die aus sechs Ortsteilen besteht) sowie aus wirtschaftlichen Gründen sparte ihn die Telekom 2008 von den DSL-Ausbauarbeiten in Grünheide aus.

### Öffentliches Leben und Wirtschaft

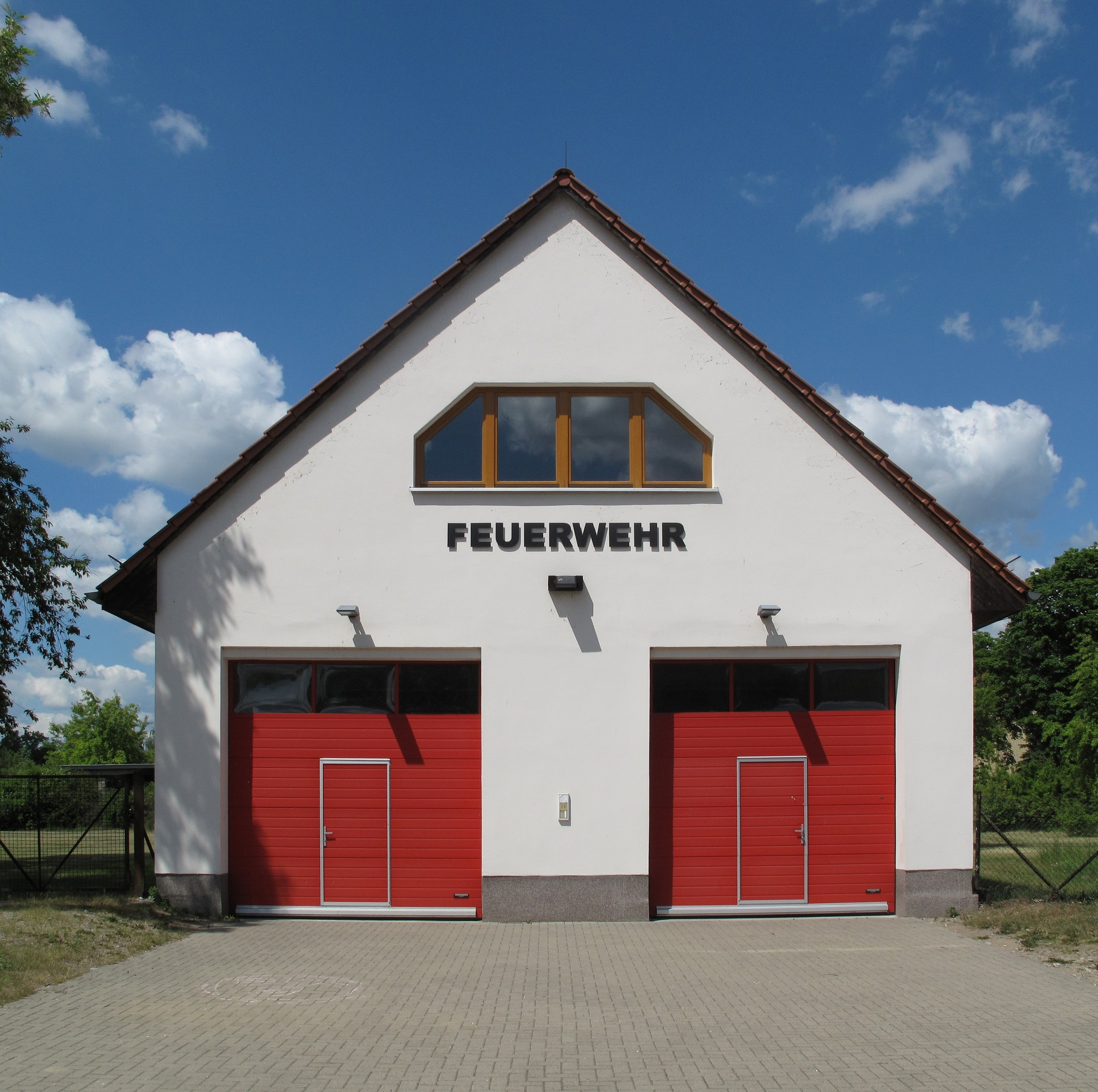
Feuerwehrhaus in Kienbaum

Die öffentlichen Einrichtungen des Ortes bestehen – über die Kirche und einen Friedhof hinaus – aus der Freiwilligen Feuerwehr, einem Jugendklub, der Kindertagesstätte Eulenbaum und dem Dorfgemeinschaftshaus (Kienbaumer Bürgerhaus) mit einem Saal und angeschlossenem Jugendklub, das 2007 für 355.000 Euro neu gebaut wurde. Das Haus steht den Kienbaumern auch für Feierlichkeiten zur Verfügung. Die Freiwillige Feuerwehr Kienbaum in der Gemeinde Grünheide verfügt über ein zweitoriges Feuerwehrhaus, ein Löschgruppenfahrzeug vom Typ LF 10/6 und ein Tanklöschfahrzeug vom Typ TLF 16/25. Das Gasthaus Kienbaum, einziges Restaurant im Dorf, bietet Platz für 60 Gäste, zwei Gästezimmer für Übernachtungen und hat einen Biergarten. Für das Gasthaus wurde 1996/97 der ehemalige Konsum umgebaut, der 1974 durch Kienbaumer Einwohner im Rahmen des Nationalen Aufbauwerks (NAW) errichtet und anlässlich des 25. Jahrestages der DDR 1975 eröffnet worden war. Sportvereine bestehen in dem Dorf nicht; das Bundesleistungszentrum Kienbaum des DOSB ist für die Öffentlichkeit nicht zugänglich. Allerdings findet im Ort seit 1976, mit einigen Unterbrechungen jährlich, der internationale 100-km-Lauf von Grünheide/Kienbaum (Ultramarathon) statt, der auf einem 5-Kilometer-Rundkurs ohne wesentliche Höhenunterschiede zu großen Teilen durch Wald führt. Zudem findet im Sommer das Heimatfest Kienbaum statt.
Abgesehen von dem Bundesleistungszentrum gibt es im früher landwirtschaftlich orientierten Kienbaum keine Betriebe oder Firmen und auch keine Geschäfte. An Kleingewerbetreibenden existieren neben dem Gasthaus ein Malerei-, ein Elektroinstallations- und ein Fliesenlegerbetrieb sowie eine Firma für Handel mit Kraftwagen (Stand 2012). Einige Kienbaumer haben Stellen im Bundesleistungszentrum gefunden, das rund 50 Mitarbeiter beschäftigt Landwirtschaft und Tourismus haben eine vergleichsweise unbedeutende Größenordnung, sodass einige Kienbaumer in den umliegenden Zentren von Erkner oder Müncheberg beziehungsweise in Berlin arbeiten. An der touristischen Zukunft des Gebiets wird allerdings gearbeitet. So heißt es in einer Konzeption von 2007, in der detaillierte Entwicklungsschritte vorgesehen sind, übergreifend:

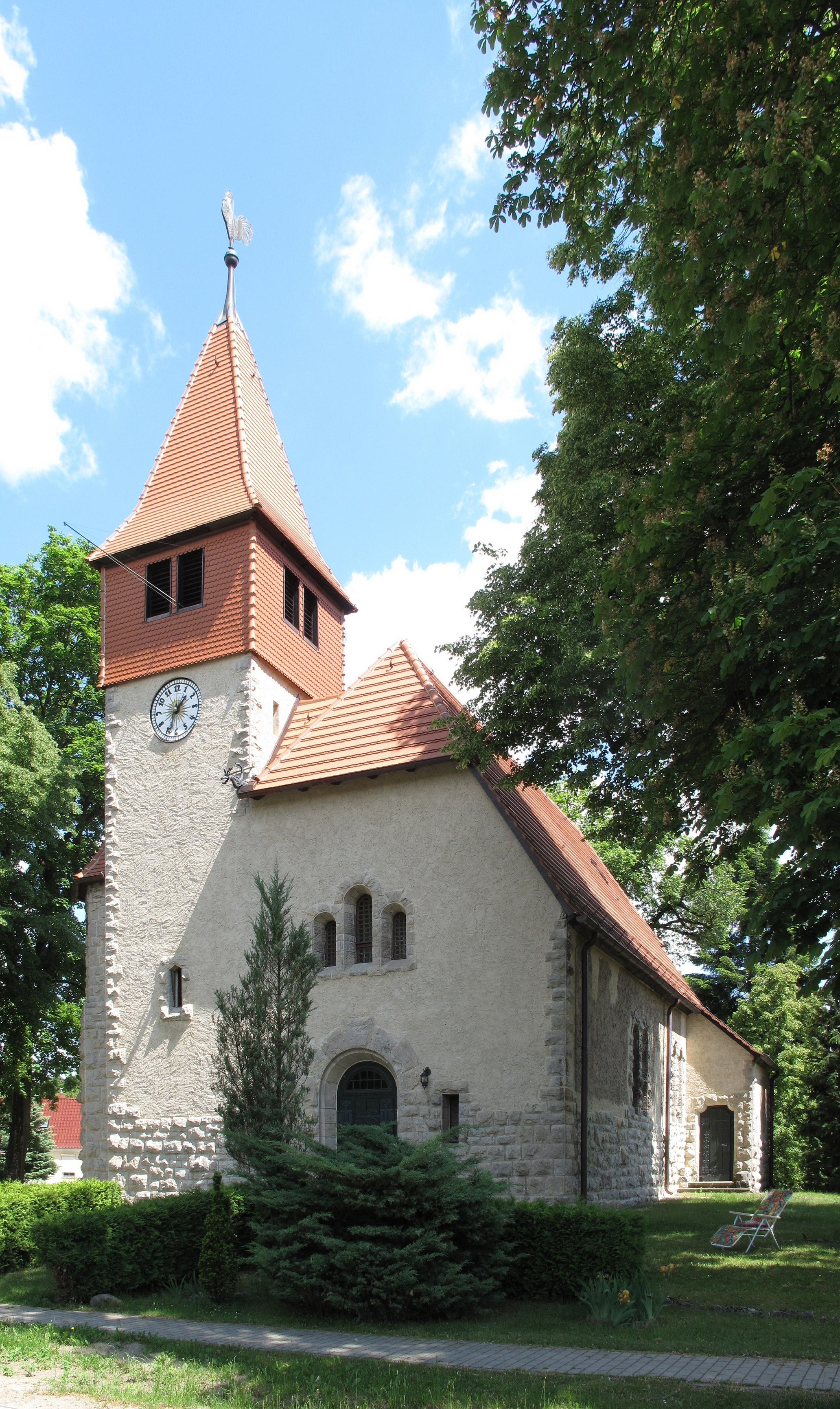
Dorfkirche von 1908/09

„Grünheide (Mark) bietet mit seinem umfangreichen Wald- und Seengebiet, der noch teilweise unberührten Natur und seiner Nähe zu Berlin und anderen interessanten Ausflugszielen einzigartige Voraussetzungen für einen erlebnisreichen Aufenthalt und die weitere Entwicklung eines sanften und weitestgehend barrierefreien Tourismus in unserer Region. Die drei individuellen Kulturlandschaften – die Seenkette von Grünheide (Mark) bis Kienbaum, die Auenlandschaft der Löcknitz und das Spreetal – prägen diesen Landschaftraum. Von besonderem Reiz sind die Möglichkeiten für den Wasser-, Angel-, Wander- und Radtourismus.“

Zu den Maßnahmen gehören unter anderem die Erschließung eines Rad- und Wanderweges zwischen Kienbaum und Hangelsberg und, soweit möglich, die Einrichtung einer Badestelle am Liebenberger See.

### Dorfkirche
Auf einem kleinen Platz im Ortskern befinden sich das Gerhart-Hauptmann-Denkmal und die evangelische Dorfkirche. Das denkmalgeschützte Kirchengebäude hatte mehrere zerstörte oder abgebrannte Vorgängerbauten. Eine im 15. Jahrhundert erwähnte Kirche fiel im Dreißigjährigen Krieg den Flammen zum Opfer und lag bis 1699 wüst, als sie durch einen Fachwerkbau mit Walmdach ersetzt wurde. 1769 wurde die einfache und in der Innenausstattung schlichte Saalkirche etwa um das Doppelte vergrößert und 1892/1893 nochmals erneuert. Für den Bau und die Innenausstattung des heutigen, in den Jahren 1908/09 neu erbauten Gebäudes hatte sich Auguste Victoria, volkstümlich „Kirchenjuste“ genannt, intensiv eingesetzt. Der weiß verputzte Bau besteht aus Rüdersdorfer Kalkstein und hat einen eingezogenen Seitturm. Die Orgel aus dem Jahr 1880, ursprünglich für eine Kirche in Berlin gebaut, ein Geschenk der Kaiserin, kam aus der Werkstatt der Brüder Oswald und Paul Dinse. Der Kanzelaltar stammt aus dem zweiten Viertel des 18. Jahrhunderts. Die kunstvollen Allegorien an der Brüstung stellen die alten Haupterwerbszweige des Ortes dar: Krebs-, Fischfang und Bienenzucht. 2009 wurde das Gotteshaus umfassend saniert. Den Architekturstil der Kirche charakterisiert der Förderkreis Alte Kirchen Berlin-Brandenburg als Heimatstil.

## Naturraum und Geomorphologie

### Naturräumliche Lage

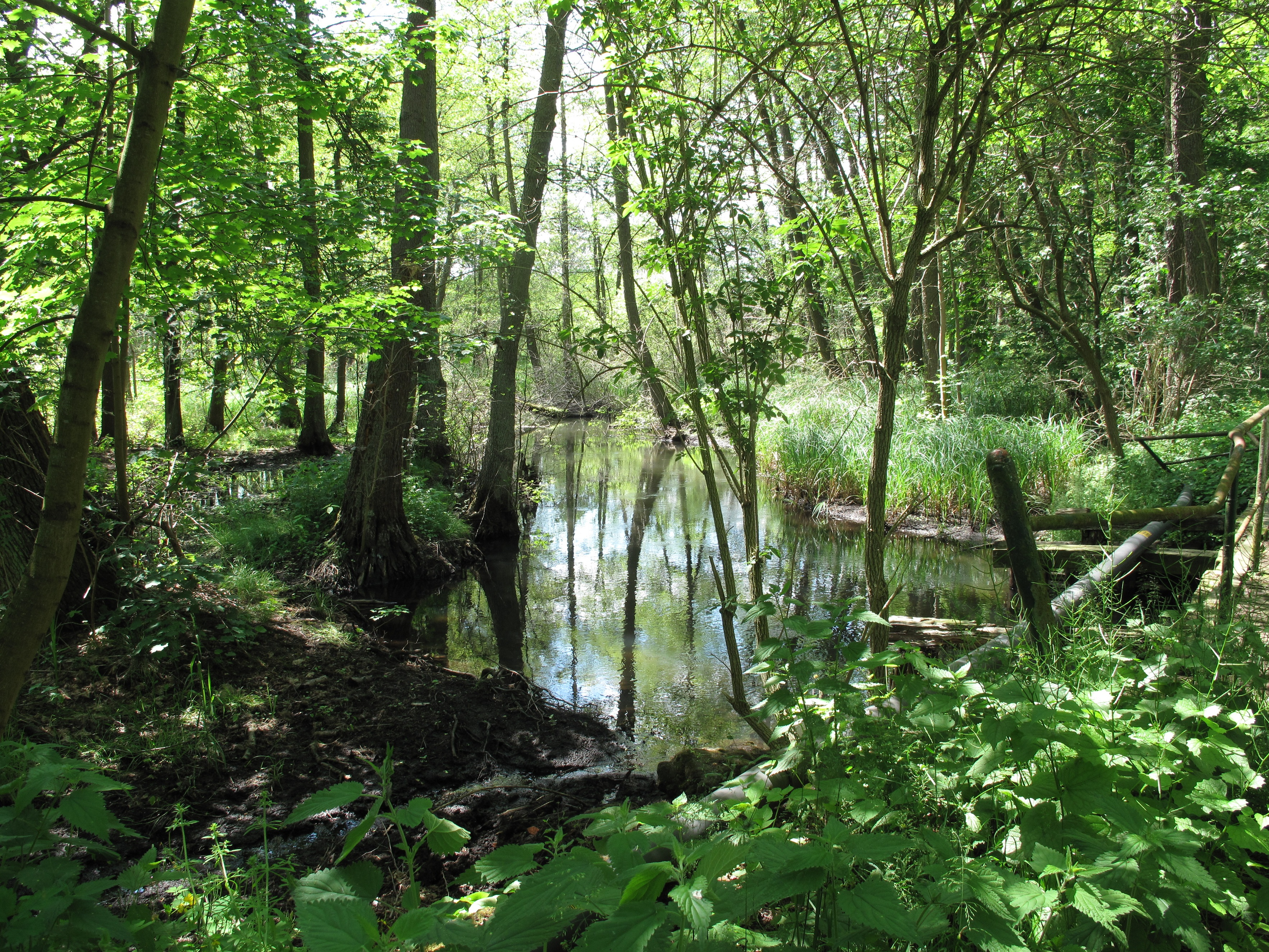
Löcknitz im Naturschutzgebiet Löcknitztal westlich des Dorfkerns

Der Dorfkern Kienbaums liegt an der Löcknitz, die sich nördlich des Dorfkerns in einem Sumpfgebiet aus dem Zusammenfluss des Stobberbachs mit dem Abfluss des Maxsees gebildet hat. Der Abfluss des Maxsees (Mühlenfließ), ursprünglich ein natürlicher Bach, wurde um 1950 stark begradigt. Das Mühlenfließ ist rund fünf bis acht Meter breit und rund 0,5 Meter tief. Seine Fließgeschwindigkeit beträgt 5 bis 7 cm/s und es ist fast im gesamten Lauf dicht mit Makrophyten (mit bloßem Auge sichtbare Wasserpflanzen) bewachsen. Wie der Maxsee selbst ist auch das gering beschattete Fließ hocheutroph. Allerdings ist das aus dem See eingetragene Phytoplankton in der Löcknitz nach 1,8 Kilometer Fließstrecke bereits wirkungsvoll eliminiert. Gleichfalls nördlich des Dorfkerns fließt dem Fluss am sogenannten Gewässerknotenpunkt Kienbaum die laut Fachliteratur dritte Löcknitz-„Quelle“, der Abfluss des Liebenberger Sees, zu. Der Liebenberger See bildet das nordöstlichste Glied der vierteiligen und miteinander verbundenen Kageler Seenkette. Ihm folgen nach Südwest der Bauernsee, Baberowsee und Elsensee, der durch das Lichtenower Mühlenfließ gespeist wird. Gelegentlich wird der Liebenberger Seeabfluss am Bundesleistungszentrum Kienbaum als Fortsetzung des Lichtenower Mühlenfließes bezeichnet.
Unmittelbar südlich des Dorfkerns folgt das langgestreckte Naturschutzgebiet Löcknitztal, das den Fluss, der in etwa östlich parallel zur Kageler Seenkette und Grünheider Seenkette aus Werlsee, Peetzsee und Möllensee verläuft, über Klein Wall bis zur Löcknitzbrücke am Großen Wall südlich von Grünheide begleitet.

### Buckower Rinne (Löcknitz-Stobber-Rinne)
Die Seenkette und das Löcknitztal gehören zu der Buckower Rinne (auch Löcknitz-Stobber-Rinne), einer glazialen Schmelzwasserrinne, die sich in den letzten beiden Phasen der Weichsel-Eiszeit zwischen dem von Toteis gefüllten Oderbruch und dem Berliner Urstromtal (heutiges Spreetal) herausgebildet hat und die Barnimplatte von der Lebuser Platte trennt. Diese rund 30 Kilometer lange und zwei bis sechs Kilometer breite Rinne entwässert vom Niedermoor- und Quellgebiet Rotes Luch über den Stobber nach Nordosten zur Oder und über Stobberbach/Löcknitz nach Südwesten zur Spree.

## Geschichte

### Ersterwähnungen und Etymologie

#### Liebenberg

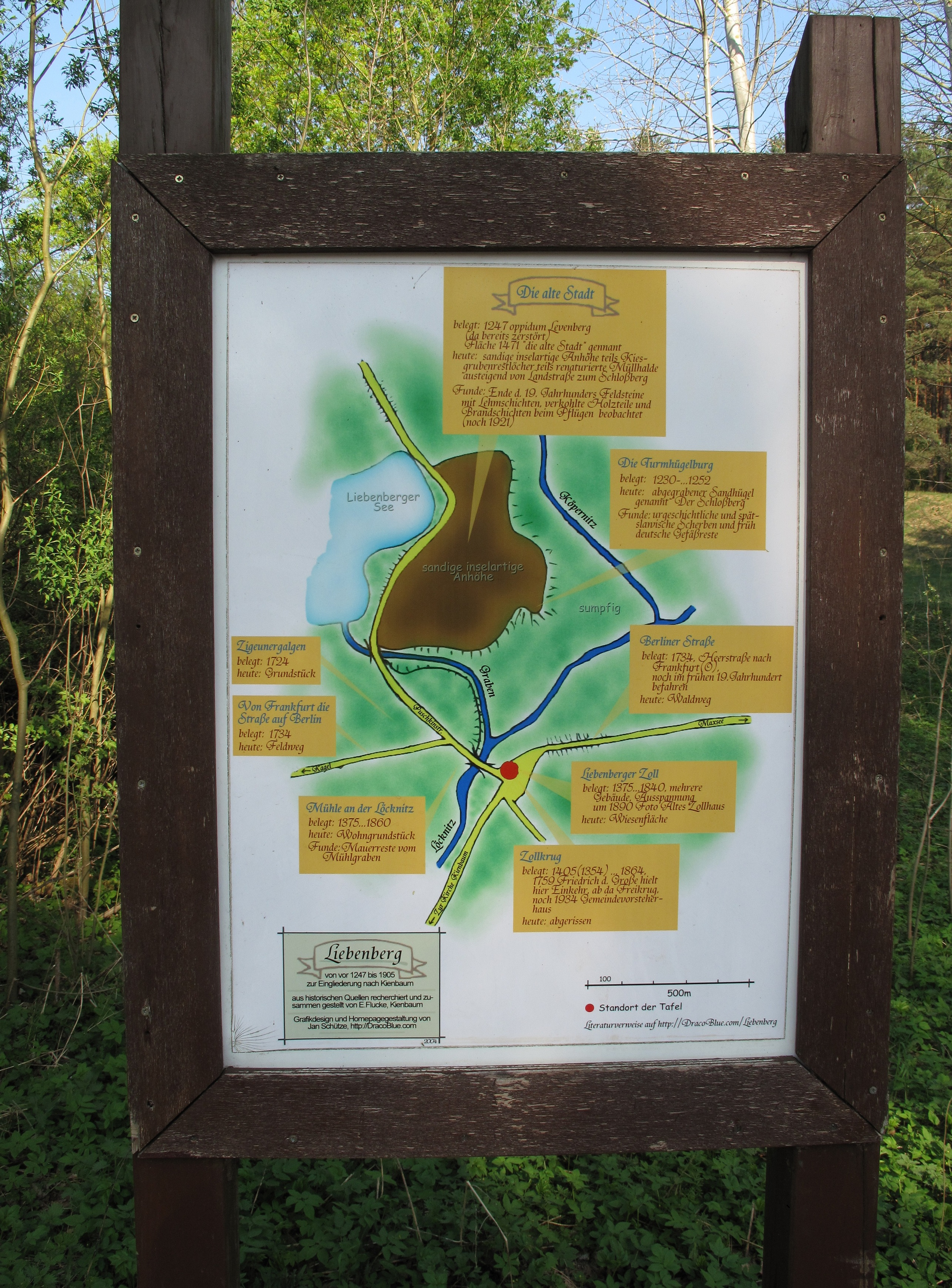
Informationsschild zu Liebenberg vor Ort. Der Stobberbach ist mit seinem alten Namen Köpernitz verzeichnet.

Der östlich der Löcknitz gelegene heutige Kienbaumer Wohnplatz Liebenberg ist schon 1247 als Oppidum Levenberch im Regestenverzeichnis des Klosters Lehnin urkundlich vermerkt, lag zu dieser Zeit allerdings sehr wahrscheinlich bereits wüst. In dem Eintrag bezeugt der Lehniner Abt Siger als Zeuge in Spandau, dass die gemeinsam regierenden Markgrafen Johann I. und Otto III. die Besitzungen um das Städtchen Liebenberg dem Kloster Zinna übertragen haben. Das Landbuch Karls IV. verzeichnet 1375 bereits den Namen Liebenberg. Ähnlich den vielen Namen mit dem Bestimmungswort -schön war die Namenswahl typisch für die Deutsche Ostsiedlung. Laut Reinhard E. Fischer sollte Dorf an einem lieben Berg etwas Schönes ausdrücken, um Siedler für die neuen Gebiete der 1157 gegründeten Mark Brandenburg zu gewinnen.
Das Zentrum Liebenbergs befand sich auf einer sandigen inselartigen Anhöhe zwischen dem Nordostufer des Sees, dem Seeabfluss, dem Stobberbach und der Löcknitz (siehe nebenstehende Karte). Funde von Scherben und großen Urnen belegen, dass dieser Platz bereits spätestens zur slawischen Zeit besiedelt war. In der ersten Hälfte des 13. Jahrhunderts soll hier eine deutsche Turmhügelburg gestanden haben. Die Höhe am sogenannten Liebenberger Löcknitzpass nahm als Verbindung zum Roten Luch sehr wahrscheinlich eine wichtige strategische Funktion ein. In den folgenden Jahrhunderten behielt der Pass seine Bedeutung. Er befand sich im Grenzgebiet zwischen dem Einflussgebiet des Klosters Zinna und dem Bistum Lebus – der nordwestlich gelegene Maxsee mit dem Dorf Hoppegarten gehörte zur Stadt Müncheberg, die in Lebuser Besitz war. 1375 ist der Liebenberger Zoll belegt, noch um 1890 stand auf der heutigen Wiesenfläche das Zollhaus.

#### Kienbaum
Kienbaum wurde nach derzeitigem Kenntnisstand erstmals 1405 im Stiftsregister Lebus mit 12 Hufen als Kinbom, de Kynbome und Kynpawm schriftlich erwähnt: Kinbom habet XII mansos. Tenetur solvere IIII solidos grossorum. Unter Fürstenwalde führt das Register, laut Herbert Ludat wahrscheinlich zum Waldhaferzins, auf: Item de Kynbome I chorum; an anderer Stelle unter Heyden Zins, gleichfalls zu Fürstenwalde: VIII gr. der Schulte zu Kynpawm. Den Namen soll der Ort nach einem uralten Kienbaum (Kiefer) erhalten haben, auch das brandenburgische Ortsnamenbuch nennt zur Etymologie den Nadelbaum. Theodor Fontane schrieb 1882 in den Wanderungen: „Seinen Namen hat es, allgemeiner Annahme nach, von einem ‚Kienbaum‘, der ehedem inmitten des Dorfes stand und bis in die früheste Zeit deutscher Kolonisierung zurückreichte.“
Nach jüngerer – bislang allerdings nicht gesicherter – Darstellung soll der Name auf einen Kolonistenführer namens Kinbom zurückgehen, der Kienbaum 1394/1396 im Auftrag des Bischofs von Lebus gegründet habe. Für diese Version könnte eine Urkunde vom 3. Januar 1396 sprechen, die Adolph Friedrich Riedel im Codex diplomaticus Brandenburgensis unter folgender Überschrift wiedergibt: Der bischöfliche Official Johann Coli transsumirt eine päpstliche Urkunde, worin dem Probste zu Breda, dem Dechanten zu Magdeburg und dem Archidiaconus zu Lebus der Schutz des Domstifts Brandenburg gegen alle Beschädiger aufgetragen ist. In dieser Urkunde wird ein Johanne Kinbom erwähnt. Im Namenverzeichnis zu sämmtlichen Bänden des Codex ordnet Riedel diesen Johann Kinbom dem Ort Kienbaum zu.
Demgegenüber geben verschiedene Quellen als Gründungszeit Kienbaums die Mitte des 13. Jahrhunderts an und schreiben die Gründung dem Kloster Zinna zu. Während westlich benachbarte Dörfer wie Kagel, Zinndorf oder Klosterdorf mit einiger Sicherheit von Zinna aufgebaut wurden, ist diese Zuschreibung und Datierung hinsichtlich Kienbaum in der Geschichtswissenschaft umstritten. Sämtliche Darstellungen beruhen auf der Urkunde von 1247, die Johann I. und Otto III. dem Abte Roderich und dem Kloster Zinna zur Besitzbestätigung in Spandau ausstellten. Die lediglich fragmentarisch erhaltene Urkunde gibt die Grenzen des klösterlichen Eigentums an und erwähnt dabei unter anderem den Flakensee und die Löcknitz. An Orten lassen sich lediglich Liebenberg und Lichtenow gesichert herauslesen. Aus der Angabe der Löcknitz als Westgrenze wurde geschlossen, dass sämtliche Orte westlich gleichfalls zum Zinnaer Besitz gehört haben müssten. Zumindest hinsichtlich Kienbaum wird dieser Schluss sehr infrage gestellt. Zum einen liegt Kienbaum östlich der Löcknitz, also im Lebuser Einflussbereich. Auch das Landbuch Karls IV. führte Kienbaum 1375 nicht an. Ferner gibt es Hinweise, dass der Kienbaumer Zoll selbst in späteren Jahren Abgaben an Müncheberg abführte. Und vor allem wies der Historiker Siegmund Wilhelm Wohlbrück bereits 1832 darauf hin, dass ein gesicherter Nachweis der Zugehörigkeit Kienbaums zu Zinna erst für die Zeit um/vor 1452 besteht und das Dorf zuvor zu Lebus gehörte:

„Im Jahr 1452 vermittelte der Kurfürst einen Vergleich zwischen dem Bischofe und dem Domkapitel zu Lebus von einer, und dem Zisterzienser-Kloster-Convente zu Zinna auf der anderen Seite, wegen der Zeidelweide des Dorfes Kienbom auf der Heide; woraus hervorgeht, das schon damahls das Dorf zu den um Rüdersdorf herum gelegenen Besitzungen des Klosters Zinna bey Luckenwalde gehörte.“

Günter Kunert legte sich in seiner Untersuchung der Zisterzienserdörfer auf dem Barnim aus dem Jahr 2008 fest: „Als Gründung des Klosters Zinna scheidet Kienbaum […] aus.“ Unklar bleibt, wann genau und warum Kienbaum zu Zinna kam.

### Auseinandersetzungen um den Barnim in der Deutschen Ostsiedlung
Zumindest die Gründung Liebenbergs richtete sich in der Zeit der Deutschen Ostsiedlung sehr wahrscheinlich nicht nur gegen Lebus, sondern spielte
auch in den innerdeutschen Auseinandersetzungen zwischen Wettinern, Magdeburgern und Askaniern um den Barnim eine Rolle. Laut Helmut Assing spricht viel dafür, dass ursprünglich die Magdeburger die Mönche des von ihnen 1170 gegründeten Klosters Zinna in das neue Land riefen, um die Löcknitz-Stobber-Linie nach ihren vergeblichen Bemühungen um Lebus zu sichern. Auf der Ostseite richtete Lebus verschiedene Klostergründungen zur Sicherung dagegen. Das Niemandsland westlich der Löcknitz-Stobber-Linie nahmen die Magdeburger und Wettiner zangenförmig in Angriff. Erst 1244 mit dem Ende des Teltow-Kriegs und Magdeburger Kriegs brachten die Askanier den Barnim und damit auch die ausgedehnten Zinnaer Besitzungen endgültig unter ihre Kontrolle.

### Spätmittelalter und frühe Neuzeit, Zeidlerei

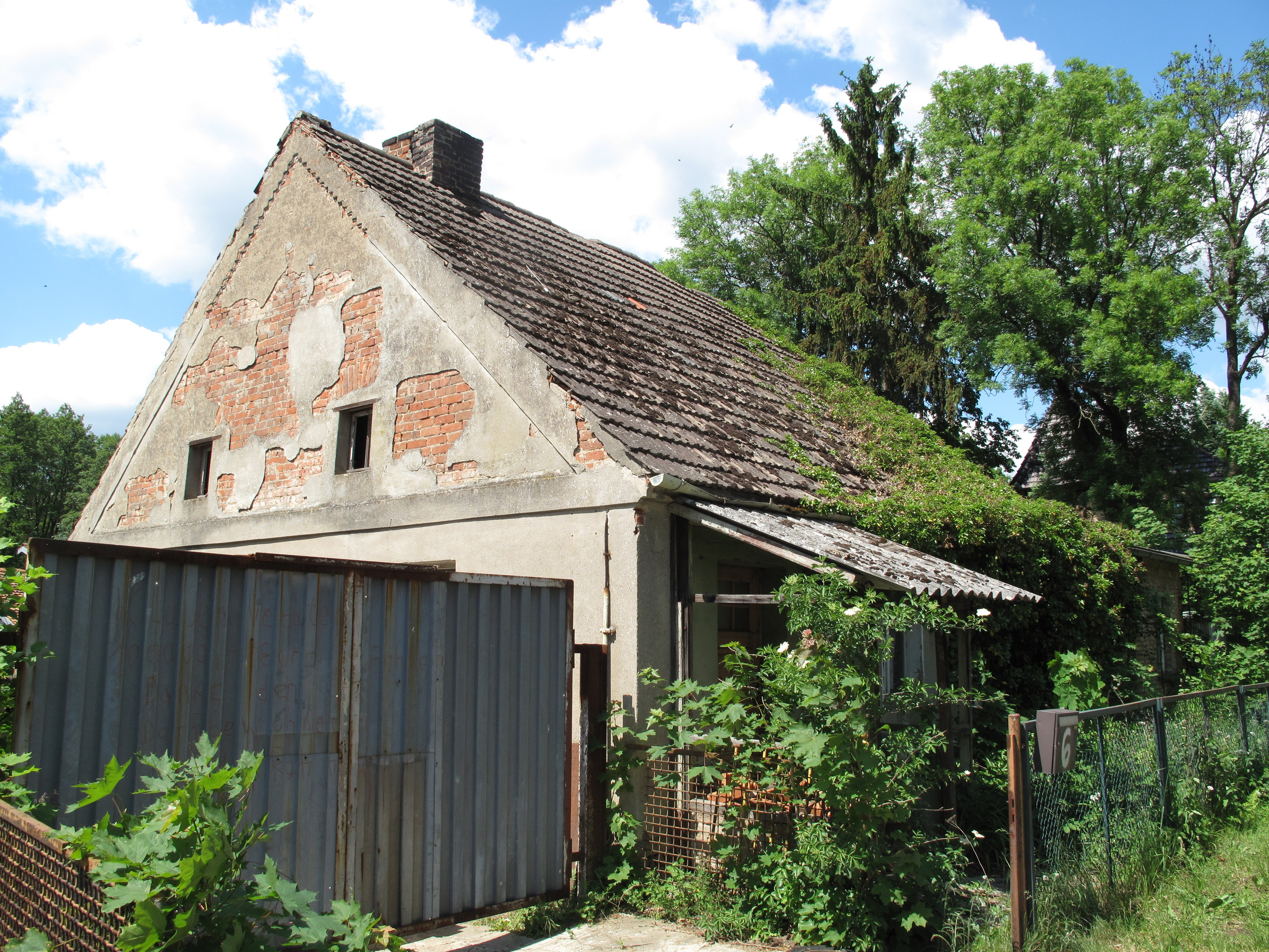
Haus in Kienbaum

Bis zur Säkularisation des Klosters im Jahr 1553 blieb Kienbaum unter der Herrschaft Zinnas. Anschließend kam der Ort zum Amt Rüdersdorf, bei dem er bis 1872 verblieb.
Sowohl in den Hussitenkriegen im 15. Jahrhundert wie auch im Dreißigjährigen Krieg (1618–1648) wurde Kienbaum verwüstet, jedoch immer wieder aufgebaut. In der Mitte des 17. Jahrhunderts entstand ein kleines Angerdorf um die Kirche mit einem Krug und später einer Schule. Die bereits 1471 erwähnte Wassermühle auf der Westseite der Löcknitz blieb in den Kämpfen weitgehend verschont. 1574 notierte das Erbregister Rüdersdorf: „Die Kienbomschen Zeidler müssen alle Jahre, jeder 1 Tonne Honig in das Amt Rüdersdorf geben, und empfangen an demselben Tage, wenn sie ihr Gericht hatten, vom Amte einen Hammel, 1 Tonne Bier und ein Scheffel Brod. Die Unterthanen zu Kienbaum dienen dem Kurfürsten auf der Jagd.“ Über mehrere Jahrhunderte war das Dorf ein bedeutender Ort der Zeidlerei (Waldbienenzucht). Zu den Kienbaumer Bienenkonventen, zu denen alljährlich im August Beutner und Zeidler aus dem Barnim und Lebuser Land zusammenkamen, hielt Fontane fest:

„Was uns aber heut und noch um die Sommerzeit diesem Heidedorfe zuführt, das ist nicht die Poesie seiner stillen Häuschen, das ist einfach die Tatsache, daß Dorf Kienbaum vor hundert Jahren und noch weiter zurück ein Kongreßort war, wo die märkischen Bienenzüchter oder doch jedenfalls die Bienenwirte von Lebus und Barnim zur Beratung ihrer Angelegenheiten zusammenkamen. […] Während es sich in alten Zeiten, allem Anscheine nach, um ausschließlich geschäftliche Regulierungen handelte, war dieser Konvent unter König Friedrich Wilhelm I. eine halbwissenschaftliche Fachmänner-Versammlung geworden, auf der man sich Produkte zeigte, Resultate mitteilte und über Verbesserungen in der Bienenzucht nach inzwischen gemachten Erfahrungen beriet.“

Bis die Krebspest in den 1870er Jahren diese Erwerbsquelle beendete, war auch der Fisch- und Krebsfang in der Löcknitz ein wichtiger Wirtschaftszweig der Kienbaumer. Bis 1800 blieb der Ort Zoll- und Poststation an der Handels- und Poststraße zwischen Berlin und Frankfurt/Oder.

### Mysteriöse Brände undDer rote Hahn

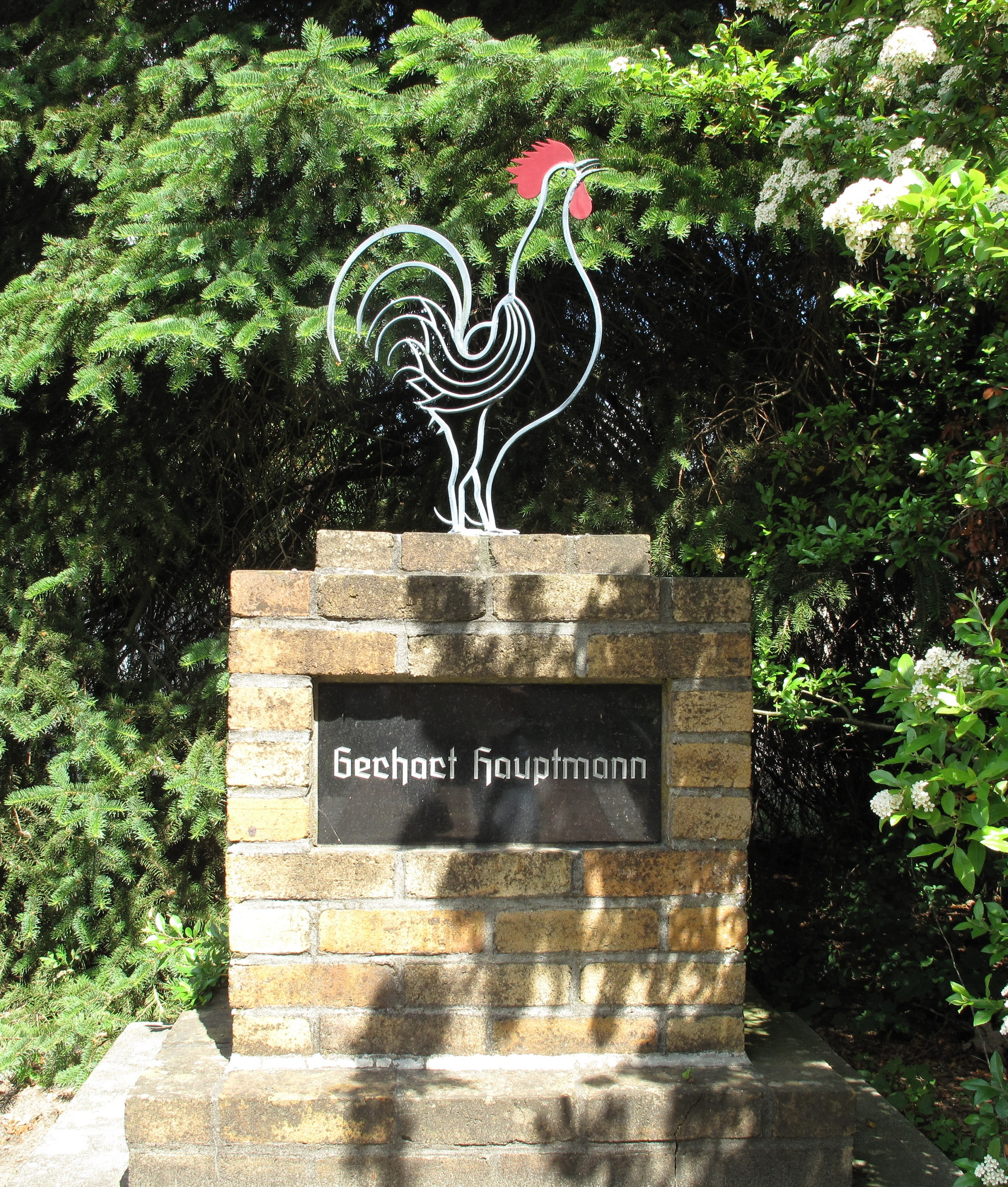
Gerhart-Hauptmann-Denkmal mit dem Hahn

In den Jahren 1891, 1893, 1894 und 1896 kam es in Kienbaum zu einer mysteriösen Brandserie, die nie aufgeklärt werden konnte. Die Vorfälle inspirierten Gerhart Hauptmann zu seiner Tragikomödie Der rote Hahn, die er 1901 gewissermaßen als Fortsetzung seiner „Diebskomödie“ Der Biberpelz von 1893 veröffentlichte. Er thematisiert darin unter anderem Brandstiftungen und Versicherungsbetrug. Nachdem die Versicherung eine Mitfinanzierung feuerfester Dächer im Dorf verweigert hat, brennen plötzlich mehrere Häuser ab, und die Besitzer kassieren beachtliche Versicherungssummen. Brandstiftung ist nicht nachzuweisen. Hauptmann lebte von 1885 bis 1889 im nahen Erkner und war häufig zu Gast bei seinem Schwager Moritz Heimann in Kagel. Das von einem Hahn gekrönte Hauptmann-Denkmal auf dem Dorfplatz erinnert heute an den Dichter und die Ereignisse.

### Landwirtschaftliche Produktionsgenossenschaft in der DDR-Zeit
Im Jahr 1946 wurden 80 Hektar Land enteignet und unter acht Landarbeitern und landlosen Bauern aufgeteilt. In der sogenannten „Kollektivierungsphase“ der DDR zwischen 1952 und 1960 mit dem staatlich organisierten Zusammenschluss von privaten Betrieben zu genossenschaftlichen Großbetrieben entstand 1956 eine Landwirtschaftliche Produktionsgenossenschaft (LPG) vom anfangs eher seltenen Typ III mit sieben Mitgliedern, die 1958 222 Hektar Nutzfläche bewirtschaftete. 1960 verfügte die LPG über 361 ha bewirtschaftete Nutzfläche.